# Please (album)
Please er et album fra 1986 af Pet Shop Boys.

## Sange
1. Two Divided By Zero
2. West End Girls
3. Opportunities (Let's Make Lots Of Money)
4. Love Comes Quickly
5. Suburia
6. Opportunities (Reprise)
7. Tonight Is Forever
8. Violence
9. I Want A Lover
10. Later Tonight
11. Why Don't We Live Together?